# Janez Pušar
Janez Pušar, slovenski politik in domobranec, * 5. marec 1898, Puštal, † 15. marec 1944, Škofja Loka.

## Življenje in delo
Janez Pušar se je rodil v številni družini, izučil se je za čevljarja in tako nadaljeval družinsko tradicijo. Poročil leta 1921 se je z Ivanko Pokorn. 
Bil je dejaven v telovadnem društvo Orel, bil sprva podpredsednik enote društva v Škofji Loki (okoli 1920), nato pa je postal društveni načelnik.
Sodeloval je tudi pri klerikalni stranki v Škofji Loki in bil izvoljen za občinskega odbornika (1928-1932). Med vojno je podpiral protikomunistično stran. 15. marca 1944 se je sestal z več možmi v svoji hiši, da bi ustanovil podružnico gorenjskega domobranstva. Za ta sestanek je izvedela VOS, ki je vdrla v hišo in zverinsko pobila sodelujoče (5 moških in Pušarjevo ženo).